# Hoogeind (Hilvarenbeek)
Hoogeind is een buurtschap  in de gemeente Hilvarenbeek in de Nederlandse provincie Noord-Brabant. De buurtschap ligt anderhalve kilometer ten zuiden van het dorp Esbeek, aan de westkant van de Provinciale weg 269, en volgt ongeveer de Hoogeindse Beek, die bij Tulder, vanuit België Hilvarenbeek binnenkomt, en uitmondt in het Spruitenstroompje.

## Toponymie
Hoogeind kan letterlijk genomen worden, de Hoogeindse beek, komt op ca 26 meter boven NAP, Nederland binnen, waar het gebied dan Hoogeind heette, stroomt 5 meter lager door het Ven de Broekeling en mondt nog eens 5 meter lager uit in het Spruitenstroompje, waar het gebied dan Neereind of Nereneind heette.

## Geschiedenis
De overgang van hoog gebied naar laag gebied bood meerdere bestaans- en vestigingsmogelijkheden. De oudste bewoning was op de hogere delen in het landschap, later ging men wonen op de rand van het beekdal tussen de hoger gelegen akkers en de beemden in het nattere beekdal.
In het gebied zijn archeologische vondsten bekend vanaf de Steentijd. Het zuidwestelijke deel van het gebied is aangewezen als terrein van hoge archeologische waarde (monumentnr. 2125).
 
In de 17e eeuw bestond Hoogeind uit een 10-tal boerderijen.

In 1899 startte levensverzekeringsmaatschappij De Utrecht met de ontginning van de uitgestrekte heidevelden ten zuiden van Esbeek, net ten zuiden van Hoogeind.

In 1920 legt Eduard van Puijenbroek, textielfabrikant (HaVeP) te Goirle in de bovenloop van de Hoogeindse beek een stuw aan, teneinde bij de Broekeling een plas voor de eendenkweek te realiseren. Het project mislukt en hij verkoopt zijn grond aan de Utrecht en koopt het landgoed Gorp (Hilvarenbeek).

Begin 21e eeuw stonder er op Hoogeind ca 85 huizen.

## Overig
Door intensief agrarisch gebruik is de Hoogeindse beek sterk verdroogd. Door Waterschap De Dommel is een projectplan opgesteld om het oude karakter van de Hoogeindse beek terug te brengen door de oorspronkelijke beek te herstellen. Tevens worden in het kader van het Natuurnetwerk Brabant verschillende landbouwenclaves in het gebied omgevormd
tot natuur.Het project is gepland in 2021.

## Natuurgebieden
Hoogeind ligt deels in Landgoed De Utrecht.
Er zijn twee wandelroutes uitgezet, de Broekeling route en de Tulderhoeve route.
Hoofdplaats: Hilvarenbeek      Dorpen: Baarschot · Biest-Houtakker · Diessen · Esbeek · Haghorst

Buurtschappen en gehuchten: Den Opslag (deels) · Driehuizen · Dun · Groenstraat · Gorp · Groot-Loo · Groote Voort · Heikant · Hoogeind · Hoog Spul · Klein Loo · Kleine Voort · Laag Spul · Roovert · Tulder · Waterstraat · Westerwijk

Noord-Brabant: Steden en dorpen      Nederland: Provincies · Gemeenten